# 奧西歐拉魔術
奧西歐拉魔術（英語：Osceola Magic）是NBA G聯盟的一支美國職業籃球隊。該球隊位於佛羅里達州奧西歐拉縣，並在Silver Spurs Arena進行主場比賽。